# Мельхеев, Матвей Николаевич
Матвей Николаевич Мельхе́ев (20 декабря 1906, улус Бурково Аларского аймака Усть-Ордынского Бурятского автономного округа — 7 июля 1982) — советский физикогеограф и топонимист, профессор географического факультета Иркутского государственного университета, автор книг по топонимике и истории Прибайкалья.

## Биография
В 1928 году окончил Кутуликскую школу второй ступени. Работал учителем Дологонской начальной школы в Кабанском аймаке Бурятии. В 1931 году переводится на работу в город Улан-Удэ ответственным секретарем, затем заведующим культ-отделом и заместителем председателя Президиума Бурятского областного Совета профсоюза работников народного просвещения. По вечерам учится в рабфаке Иркутского университета, филиал которого был открыт в Улан-Удэ. В сентябре 1934 года поступил на геолого-почвенно-географический факультет Иркутского государственного университета. В 1939 году после окончания университета остался работать на кафедре физической географии ассистентом.
В конце 1930-х, начале 1940-х Мельхеев по заданию областного отделения Союза писателей работает с бурятским народным поэтом - сказителем А. А. Тороевым, записывает с его слов песни и улигеры-поэмы. Участвует в гидрографической экспедиции университета, составляет карту гидрографии юга Восточной Сибири. Работал старшим преподавателем на кафедре географии Иркутского педагогического института.
С марта 1942 года по январь 1944 года служил в Советской Армии в Забайкалье. Был демобилизован и направлен в распоряжение Иркутского областного отдела народного образования. Работал заместителем директора и преподавателем географии Тулунского педучилища, позднее — старшим преподавателем, доцентом и заведующим кафедрой естествознания и географии Тулунского учительского института.
В 1951 году на географическом факультете Московского университета Мельхеев защитил кандидатскую диссертацию по теме «Бассейн реки Ия и перспективы его водохозяйственного освоения». В 1954 году он был избран доцентом кафедры физической географии Иркутского университета. С 1971 года — доктор географических наук, профессор.

## Труды
М. Н. Мельхеев — автор около 100 научных работ.
Одной из самых известных и востребованных его книг стала «Географические названия Восточной Сибири: Иркутская и Читинская области» (1969). В Бурятии в тот же период была издана книга «Топонимика Бурятии» (1969). Ещё позднее была издана книга «Географические названия Приенисейской Сибири» (1986).
В книгах Мельхеева, самого по происхождению бурята, рассказывается о географических названиях Бурятии, Приенисейской Сибири, некоторых районов Иркутской и Читинской областей, об их истории, происхождении и смысловом значении. В основу книг положены картографические, архивные и литературные (исторические, географические, этнографические) источники. Кроме того, в книгах используется обширный фактографический материал, собранный автором в результате многочисленных экспедиций.

### Издания работ
- Мельхеев М. Н. Географические имена: Топонимический словарь: Пособие для учителя. — М.: Учпедгиз, 1961. — 100 с. — 26 000 экз. (в пер.)
- Мельхеев М. Н. Происхождение географических названий Иркутской области. — Иркутск: Восточно-Сибирское книжное издательство, 1964.
- Мельхеев М. Н. Географические названия Восточной Сибири: Иркутская и Читинская области. — Иркутск: Восточно-Сибирское книжное издательство, 1969.
- Мельхеев М. Н. Топонимика Бурятии: История, система и происхождение географических названий. — Улан-Удэ: Бурятское книжное изд-во, 1969. — 185 с.
- Мельхеев М. Н. По берегам Байкала: Географические условия побережья. — Иркутск: Восточно-Сибирское книжное издательство, 1977. — 160 с. (обл.)
- Мельхеев М. Н. Географические названия Приенисейской Сибири. — Иркутск: Издательство Иркутского университета, 1986. — 144 с.
- Мельхеев М. Н. Географические названия Восточной Сибири. — Иркутск: Изд-во Иркут. ун-та, 1995. — 320 с.